# Zahir (roman)
Zahir este un roman scris de scriitorul brazilian Paulo Coelho, publicat în ianuarie 2005. La fel ca într-o carte anterioară, Alchimistul, Zahir este despre pelerinaj. Cartea abordează teme precum dragostea, pierderea și obsesia.
The Zahir a fost scris în limba maternă a lui Coelho, portugheză, și a fost tradus în 44 de limbi. Cartea a fost publicată pentru prima dată în Iran, într-o traducere în persană, de către Caravan Publishing. Iranul nu a semnat niciodată niciun acord internațional privind drepturile de autor. Prin faptul că a fost publicată mai întâi în Iran, cartea intră sub incidența legii naționale a drepturilor de autor din Iran. Această măsură privind drepturile de autor a creat o situație neobișnuită în care o carte este publicată inițial într-o limbă diferită de limba maternă a autorului. Cu toate acestea, cartea a fost interzisă în Iran la câteva luni după publicarea sa, în timpul celei de-a 18-a ediții a Târgului Internațional de Carte din Teheran.
Deși este concepută ca o operă de ficțiune, povestea are elemente puternic autobiografice, ceea ce a dus la o critică a egocentrismului superficial al cărții în presa engleză. Coelho a numit-o pe corespondenta de război britanică și autoarea Christina Lamb ca sursă de inspirație pentru personajul Esther din Zahir.

## Rezumat
Zahir înseamnă „evident” sau „evident, remarcabil” în arabă. Povestea se învârte în jurul vieții naratorului, un scriitor de bestselleruri, și în special în căutarea soției sale dispărute, Esther. El se bucură de toate privilegiile pe care le aduc banii și celebritatea. Este suspectat de înșelăciune atât de poliție, cât și de presă, care bănuiesc că ar fi putut avea un rol în dispariția inexplicabilă a soției sale din casa lor din Paris.
Ca urmare a acestei dispariții, protagonistul este forțat să își reexamineze propria viață, precum și căsnicia. Naratorul nu reușește să își dea seama ce a dus la dispariția lui Esther. A fost răpită sau a abandonat căsnicia? El îl întâlnește pe Mihail, unul dintre prietenii lui Esther, în timpul unei lansări de carte. El află de la Mihail că Esther, care fusese corespondent de război împotriva dorinței soțului ei (protagonistul), a plecat în căutarea liniștii, deoarece avea probleme de conviețuire cu soțul ei. În cele din urmă, autorul își dă seama că pentru a o găsi pe Esther trebuie mai întâi să se găsească pe sine însuși. Mihail îi prezintă propriile credințe și obiceiuri, misiunea sa de a răspândi dragostea, organizând sesiuni în restaurante și întâlnindu-se cu oamenii fără adăpost care trăiesc pe străzi. El îi povestește naratorului despre vocile pe care le aude și despre credințele sale legate de ele. Naratorul, care se îndrăgostește prea des de femei, se consultă cu actuala sa iubită, Marie, despre întâlnirile sale cu Mihail. Ea îl avertizează că Mihail ar putea fi epileptic. Cu toate acestea, ea îl sfătuiește să caute Zahirul, așa cum își dorește el, chiar dacă ar prefera ca el să rămână cu ea.
În cele din urmă, naratorul decide să plece în căutarea Zahirului. Întrucât Esther a fost cea care l-a adus inițial pe Mihail din Kazahstan în Franța, protagonistul bănuiește că ea s-ar putea afla de fapt în Kazahstan. La început, el este curios să afle ce a determinat-o pe Esther să plece, dar mai târziu își dă seama că problemele din relația cu soțul ei ar fi putut fi un motiv important. După cum descoperă, ea era interesată să se cunoască pe sine prin intermediul confecționării de covoare. În cele din urmă, naratorul își întâlnește Zahirul său, iar rezultatul acestei întâlniri constituie punctul culminant al cărții. Prin intermediul călătoriei naratorului din Paris în Kazahstan, Coelho explorează diferitele semnificații ale iubirii și ale vieții.
Într-o temă recurentă în carte, Coelho compară căsnicia cu un set de șine de cale ferată care rămân împreună pentru totdeauna, dar nu reușesc să se apropie. Romanul este o călătorie de la o căsnicie și o iubire stagnante la realizarea atracției nevăzute, dar mereu în creștere, dintre două suflete.

## Traduceri în limba română
- 2012 - Zahir, Ed. Humanitas, traducere Gabriela Banu, 330 pagini, ISBN: 978-973-689-356-8[6]